# Nagagamisis Provincial Park
Nagagamisis Provincial Park är en park i Kanada.   Den ligger i provinsen Ontario, i den sydöstra delen av landet, 800 km nordväst om huvudstaden Ottawa. Nagagamisis Provincial Park ligger 296 meter över havet. Den ligger vid sjöarna  Nagagamisis Lake och South Lake.
Terrängen runt Nagagamisis Provincial Park är platt. Trakten runt Nagagamisis Provincial Park är nära nog obefolkad, med mindre än två invånare per kvadratkilometer.. Det finns inga samhällen i närheten. 
I omgivningarna runt Nagagamisis Provincial Park växer i huvudsak blandskog.